# 塔保阿
05°37′40″S 63°10′58″W / 5.62778°S 63.18278°W

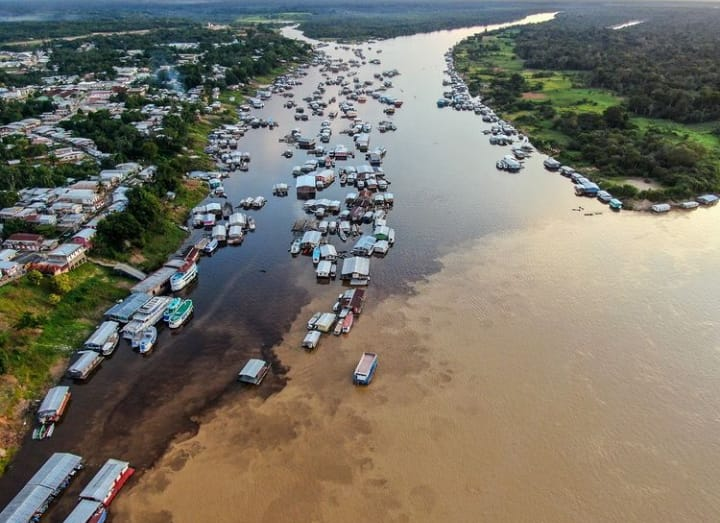
塔保阿

塔保阿（葡萄牙語：Tapauá）是巴西的城鎮，位於該國北部，由亞馬遜州負責管轄，始建於1955年，面積89,324平方公里，2014年人口18,266，該城鎮人口密度每平方公里0.2人。